# Regiões da Lituânia

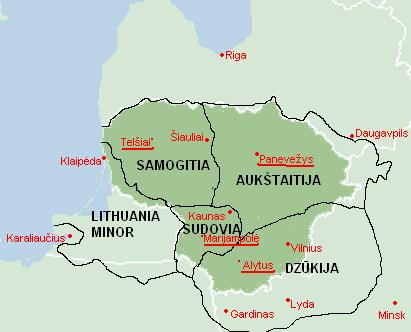
As cinco regiões etnográficas da Lituânia:
* em verde escuro: território atual da Lituânia;
* líinhas negras: limites das regiões históricas;
* líninhs brancas: fronteiras dos Estados atuais (enclave de Kaliningrado e Polónia a sul; Bielorrússia a sudeste e Letónia a norte.

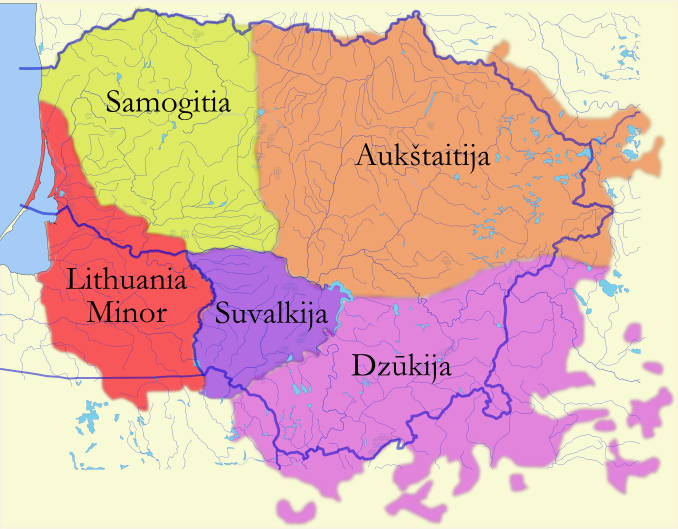
As regiões etnográficas históricas

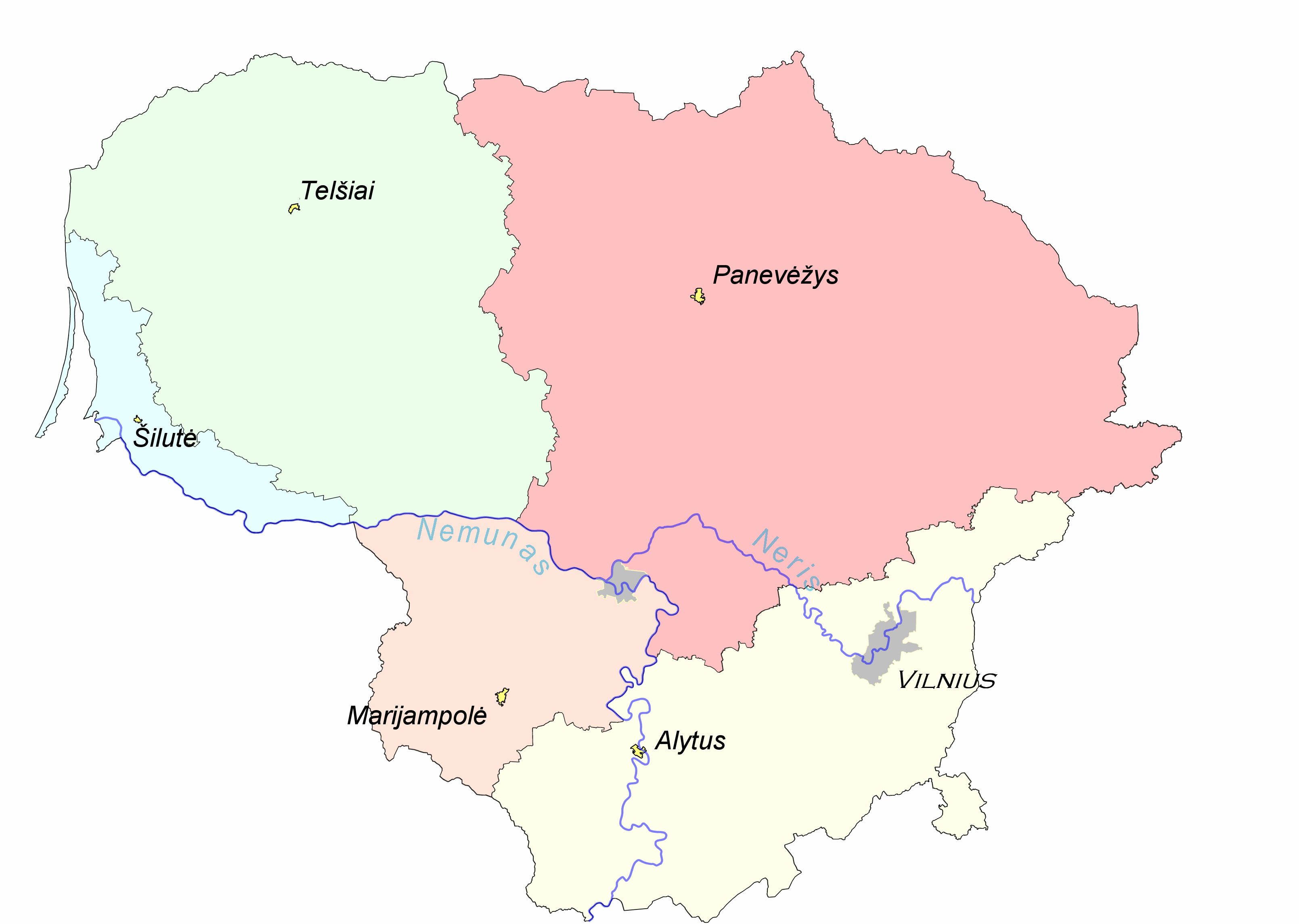
Mapa da Lituânia com as 5 áreas históricas e as suas capitais (baseado no mapa aprovado pelo «Conselho para a proteção da cultura étnica», especializado e estabelecido por Seimas.)
Lituânia Menor
Samogícia
Alta Lituânia
Suvalkija
Dzūkija

A Lituânia pode ser subdividida em regiões (em lituano:  regionai) do ponto de vista histórico ou etnográfico, cujos limites são imprecisos, uma vez que não constituem unidades políticas ou administrativas oficiais. A  delimitação é cultural: tradições e estilos de vida locais, músicas, histórias, etc. Em certa medida, as regiões sobrepõem-se às áreas em que os diferentes dialetos lituanos são falados, embora essa correspondência não seja rigorosa; por exemplo, embora o dialeto dzūkian também seja chamado aukštaitian do sul, isso não significa que a região da Dzūkija faça parte da Alta Lituânia (em lituano, Aukštaitija). Em certas partes de algumas regiões, os dialetos de outras regiões são falados, enquanto na Samogícia existem três dialetos nativos, o samogiciano do sul, norte e oeste, alguns ainda mais divididos em sub-dialetos.
Nenhuma região, exceto a Samogícia, foi uma entidade política ou administrativa. No entanto, existem trabalhos recentes que tentaram delinear mais claramente as fronteiras, porque existe um projeto para transformar o sistema da apskritis na Lituânia em regiões etnográficas, que seriam chamadas de "províncias" (em singular - "žemė" , no plural -  žemės , análogo aos lander alemães). Este projeto é justificado pelo facto de que, com os poderes limitados que ele possui, dez nações não são necessárias na Lituânia. Outro argumento é que, em outros países, os territórios históricos são atualizados, enquanto na Lituânia se criaram artificialmente a Apskritis é mantida. O projeto foi apoiado pelo primeiro-ministro Rolandas Paksas, mas a questão de se continuará e quando será implementada permanecerá em aberto. No entanto, recentemente, a Dzūkija adotou um escudo e um emblema que seria usado se a reforma fosse realizada e que também se inspira no brasão da apsicrite de Alytus.
A Samogícia tem uma bandeira e um brasão que remonta ao tempo do Ducado da Samogícia, sendo símbolos mais antigos que a própria bandeira da Lituânia. A Lituânia Menor tem uma bandeira, usada desde o século XVII e um hino do século XIX. No entanto, se a reforma fosse realizada, é provável que houvesse quatro províncias e não cinco, já que quase toda a Lituânia Menor é agora um território da Rússia, de onde os lituanos foram expulsos; A estreita faixa da antiga Lituânia Menor que ainda pertence ao território da Lituânia também é povoada por pessoas de origem não lituana, uma vez que muitos dos seus habitantes originais foram mortos durante a Segunda Guerra Mundial ou deportados. É por isso que a província proposta da Lituânia Menor provavelmente estaria ligada à da Samogicia.
Embora essas regiões não sejam entidades políticas ou administrativas, a maioria tem a sua "capital", ou seja, as cidades geralmente consideradas como tais. Não são necessariamente as maiores cidades das regiões.